# ۲۷۵ (قمری)
۲۷۵ (قمری)، دویست و هفتاد و پنجمین سال در گاهشماری هجری قمری است. اول محرم این سال برابر با بیستم مه سال ۸۸۸ میلادی است.